# Castello di Delgatie
Il castello di Delgatie (Delgatie Castle) si trova vicino a Turriff, nel Aberdeenshire, in Scozia. La struttura risale al 1030 o al 1049 circa e conserva al suo interno, nelle numerose stanze, arredi d’epoca, ritratti di famiglia e opere d'arte.

## Storia
Le origini del castello, un'imponente casa a torre, risalgano all XI secolo quando venne costruito dall'allora conte di Buchan; nel 1314, in seguito alla battaglia di Bannockburn, divenne la residenza del clan degli Hay per quasi sette secoli. La maggior parte delle fonti concordano sul fatto che sia stato ampliato negli anni '70 del XVII secolo, (la data del 1570 è scolpita sopra un camino) anche se la presenza del "Queen Mary's Bower", in cui si dice che Maria Stuarda, regina di Scozia, sia rimasta per tre giorni dopo la battaglia di Corrichie nel 1562, porta a retrodatare l'ampliamento della costruzione. La torre è precedente, XV secolo e, al secondo piano, sopravvivono soffitti dipinti risalenti al 1590; le ali vennero aggiunte nel 1769 e il castello fu nuovamente ampliato nel XIX secolo.
L'alta casa a torre risale al 1770 ed è stata più volte modificata e alcune delle finestre sono state probabilmente ingrandite successivamente. La torre originale fu ampliata verso l'esterno nel 1768 e ci furono ulteriori aggiunte nell'Ottocento. Ad est della torre c'è una casa risalente al 1500, mentre a ovest si trova un edificio che sembra essere stato concepito come cappella. Nel 1762 James Hay, 15º conte di Erroll, vendette la proprietà a Peter Garden di Troup; nel 1798 fu poi rivenduta alla famiglia Duff e, nel 1868, il castello e la tenuta furono ceduti alla famiglia Ainsley. L'edificio venne acquisito quindi dal capitano John Hay all'inizio degli anni '50 del Novecento quando si trovava in condizioni di abbandono dopo essere anche stato utilizzato come caserma temporanea per le truppe di ritorno da Dunkerque all'inizio della seconda guerra mondiale. Il castello venne restaurato e reso abitabile. Dopo la morte del capitano Hay nel 1997, Il castello e la tenuta sono stati aperti al pubblico.